# هری گری (بازیکن فوتبال)
هری گری (انگلیسی: Harry Gray؛ زادهٔ ۸ اکتبر ۲۰۰۸) بازیکن فوتبال است که در حال حاضر برای لیدز یونایتد در پست مهاجم بازی می‌کند.
وی همچنین در تیم‌های ملی فوتبال زیر ۱۶ سال، زیر ۱۷ سال و زیر ۱۸ سال انگلستان بازی کرده است.

## دوران باشگاهی
گری که محصول آکادمی جوانان لیدز یونایتد است، از سن ۱۴ سالگی در سال ۲۰۲۳ در تیم زیر ۱۸ سال لیدز بازی را شروع کرد. او اولین بازی خود را برای لیدز در یک دیدار دوستانه غیررسمی مقابل هارگیت تاون در ژوئیه ۲۰۲۴ انجام داد و در تابستان ۲۰۲۴ بخشی از تیم پیش‌فصل باشگاه بود. در مارس ۲۰۲۵، گری در سن ۱۶ سالگی تمرینات خود را با تیم بزرگسالان لیدز آغاز کرد. او اولین بازی رسمی خود را برای تیم اصلی لیدز در ورزشگاه الاند رود به عنوان بازیکن تعویضی به جای برندن آرونسون در دقیقه ۸۶، در یک پیروزی ۶–۰ در لیگ چمپیونشیپ مقابل استوک سیتی در ۲۱ آوریل ۲۰۲۵ انجام داد. در ۳۰ آوریل ۲۰۲۵، او به تیم زیر ۲۱ سال لیدز کمک کرد تا جام لیگ ملی ۲۰۲۴–۲۵ را کسب کند و در پیروزی ۲–۱ مقابل تیم زیر ۲۱ سال ساتن یونایتد گل دوم تیمش را به ثمر رساند. او زمانی که لیدز در ۳ مه ۲۰۲۵ در یک پیروزی ۲–۱ مقابل پلیموث آرگیل قهرمان چمپیونشیپ شد، روی نیمکت بود.

## دوران ملی
گری که در انگلستان متولد شده است، اصالتاً اسکاتلندی دارد و می‌تواند برای هر یک از دو تیم ملی بازی کند. او بین سال‌های ۲۰۲۳ تا ۲۰۲۴ پنج بازی برای تیم زیر ۱۶ سال انگلستان زیر ۱۶ سال انجام داد. در مارس ۲۰۲۵ به تیم زیر ۱۷ سال انگلستان زیر ۱۷ سال برای یک سری بازی دوستانه دعوت شد. او در ترکیب تیم برای مسابقات قهرمانی زیر ۱۷ سال اروپا ۲۰۲۵ قرار گرفت.

## زندگی شخصی
هری پسر اندی گری، بازیکن ملی تیم ملی اسکاتلند، و جورجینا است. او همچنین نوه فرانک گری و خواهرزاده بزرگ ادی گری است که همگی برای لیدز یونایتد بازی کرده و نماینده اسکاتلند در سطح ملی بوده‌اند. او یکی از چهار برادر است که از جمله آنها آرچی گری نیز بازیکن حرفه‌ای فوتبال است.